# Daniel Strigel
Daniel Strigel, né le 13 février 1975 à Mannheim, est un escrimeur allemand pratiquant l'épée.  Il connaît son heure de gloire en 2004 en remportant la médaille de bronze par équipes aux Jeux olympiques d'été de 2004.

## Palmarès
- Jeux olympiques
  -  Médaille de bronze à l’épée par équipe aux Jeux olympiques de 2004 à Athènes[1]
- Championnats du monde
  -  Médaille d'argent à l'épée par équipe aux Championnats du monde d'escrime 2005